# Atuna elliptica
Atuna elliptica är en tvåhjärtbladig växtart som först beskrevs av André Joseph Guillaume Henri Kostermans, och fick sitt nu gällande namn av André Joseph Guillaume Henri Kostermans. Atuna elliptica ingår i släktet Atuna och familjen Chrysobalanaceae. IUCN kategoriserar arten globalt som sårbar. Inga underarter finns listade i Catalogue of Life.